# Associação Esportiva Jardim da Penha
A Associação Esportiva Jardim da Penha é um clube brasileiro de futebol amador, sediado na cidade de Vitória, capital do Estado do Espírito Santo, Brasil. É o time que representa o bairro de Jardim da Penha desde 1993, no futebol de campo e em outras modalidades.
O maior orgulho do Jardim da Penha é ter conquistado o título de Campeão da Copa Metropolitana, respeitada competição amadora de futebol do Espírito Santo, e de maneira invicta, depois de ter sido semifinalista por duas vezes: em 2010 e 2011. A estrela dourada no alto do escudo representa essa conquista.

## Títulos

### Futebol de Campo
- Copa Metropolitana: 2 (2013, 2016)
- Campeonato da Liga de Goiabeiras: 1 (2003)
- Campeonato Municipal - Divisão Especial: 3 vice-campeonatos (2004, 2007 e 2009)

### Futebol de Areia
- Campeonato Municipal: 4 (2004, 2005, 2007 e 2010)
- Campeonato Municipal: 2 vice-campeonatos (2008 e 2009)

### Futsal
- Campeonato Capixaba Master: 1 (2008)
- Campeonato Super Master: 1 (2009)
- Campeonato Metropolitano Master: 1 (2008)

( Invicto)